# 桐庐县文物保护单位
桐庐县文物保护单位是中国浙江省杭州市桐庐县的市县级文物保护单位，截止到2021年已公布五批，共74处，另有浙江省文物保护单位11处，表中已升级至浙江省文物保护单位的以灰底表示。
- 原第一批：1962年11月公布，数量不详。
- 第一批（重新公布）：1983年8月公布，数量不详。
- 第二批：1985年9月公布，数量不详。
- 第三批：2003年1月公布，数量不详。
- 第四批：2011年4月28日公布，数量不详。